# Eltroplectris misera
Eltroplectris misera är en orkidéart som först beskrevs av Friedrich Fritz Wilhelm Ludwig Kraenzlin, och fick sitt nu gällande namn av Dariusz Lucjan Szlachetko. Eltroplectris misera ingår i släktet Eltroplectris och familjen orkidéer. Inga underarter finns listade i Catalogue of Life.